# Henry Holmes (Komponist)

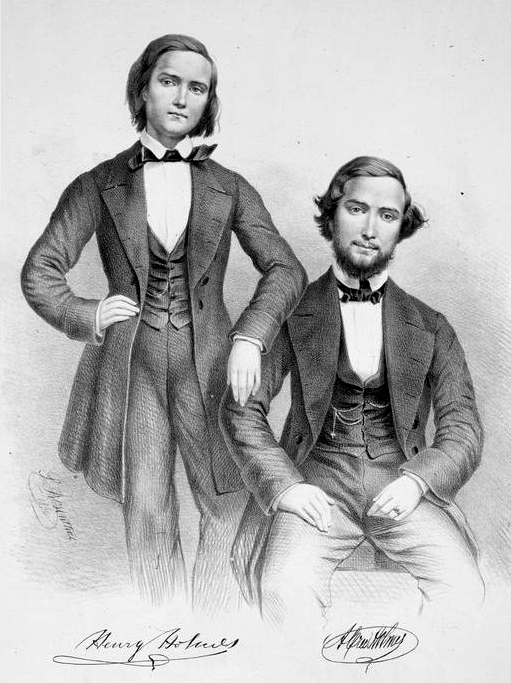
Henry und Alfred Holmes

Henry Holmes (* 7. November 1839 in London; † 9. Dezember 1905 in San Francisco) war ein englischer Komponist, Geiger und Musikpädagoge.

## Leben
Henry Holmes hatte seine erste Violinausbildung bei seinem Vater und betätigte sich außerdem als Chorsänger. 1847 trat er achtjährig mit seinem Bruder Alfred Holmes als Geiger am Haymarket Theatre auf. 1853 gaben sie erneut Konzerte in London, 1855 unternahmen sie eine Tournee durch Belgien, Deutschland, Österreich und Schweden.
Später ließ sich Holmes in London nieder, wo er als Violinprofessor am Royal College of Music wirkte. Zu seinen Schülern zählten u. a. Julius Gold, Arnold Dolmetsch und Kathleen Parlow. 
Holmes komponierte neben fünf Sinfonien, einer Konzertouvertüre und einem Violinkonzert u. a. kammermusikalische Werke, darunter zwei Streichquintette, sowie die Kantaten Praise Ye The Lord und Christmas und zahlreiche Lieder.